# Công thức 1 năm 2008
Giải đua xe Công thức 1 năm 2008 là giải Công thức 1 vô địch thế giới lần thứ 59. Giải diễn ra từ 16 tháng 3 đến 2 tháng 11 gồm 17 chặng đua với sự tham gia của 11 đội đua. Tuy nhiên đội đua Super Aguri rút lui khỏi mùa giải F1 2008 do khó khăn về tài chính.

## Các đội đua và thành viên
| Đội đua                   | Nhà sản xuất | Xe     | Động cơ         | Lốp | Số | Tay đua              | Số | Tay đua thử                                    |
| ------------------------- | ------------ | ------ | --------------- | --- | -- | -------------------- | -- | ---------------------------------------------- |
| Scuderia Ferrari Marlboro | Ferrari      | F2008  | Ferrari 056     | B   | 1  | Kimi Räikkönen       | 31 | Luca Badoer Marc Gené                          |
| Scuderia Ferrari Marlboro | Ferrari      | F2008  | Ferrari 056     | B   | 2  | Felipe Massa         | 31 | Luca Badoer Marc Gené                          |
| BMW Sauber                | BMW Sauber   | F1.08  | BMW P86/8       | B   | 3  | Nick Heidfeld        | 32 | Christian Klien Marko Asmer                    |
| BMW Sauber                | BMW Sauber   | F1.08  | BMW P86/8       | B   | 4  | Robert Kubica        | 32 | Christian Klien Marko Asmer                    |
| ING Renault F1            | Renault      | R28    | Renault RS27    | B   | 5  | Fernando Alonso      | 33 | Lucas di Grassi Romain Grosjean Sakon Yamamoto |
| ING Renault F1            | Renault      | R28    | Renault RS27    | B   | 6  | Nelson Piquet Jr.    | 33 | Lucas di Grassi Romain Grosjean Sakon Yamamoto |
| AT&T Williams             | Williams     | FW30   | Toyota RVX-08   | B   | 7  | Nico Rosberg         | 34 | Nico Hülkenberg                                |
| AT&T Williams             | Williams     | FW30   | Toyota RVX-08   | B   | 8  | Kazuki Nakajima      | 34 | Nico Hülkenberg                                |
| Red Bull Racing           | Red Bull     | RB4    | Renault RS27    | B   | 9  | David Coulthard      | 35 | Sébastien Buemi                                |
| Red Bull Racing           | Red Bull     | RB4    | Renault RS27    | B   | 10 | Mark Webber          | 35 | Sébastien Buemi                                |
| Panasonic Toyota          | Toyota       | TF108  | Toyota RVX-08   | B   | 11 | Jarno Trulli         | 36 | Kamui Kobayashi                                |
| Panasonic Toyota          | Toyota       | TF108  | Toyota RVX-08   | B   | 12 | Timo Glock           | 36 | Kamui Kobayashi                                |
| Scuderia Toro Rosso       | Toro Rosso   | STR2B  | Ferrari 056     | B   | 14 | Sébastien Bourdais   | 37 | TBA                                            |
| Scuderia Toro Rosso       | Toro Rosso   | STR2B  | Ferrari 056     | B   | 15 | Sebastian Vettel     | 37 | TBA                                            |
| Honda Racing F1 Team      | Honda        | RA108  | Honda RA808E    | B   | 16 | Jenson Button        | 38 | Alexander Wurz                                 |
| Honda Racing F1 Team      | Honda        | RA108  | Honda RA808E    | B   | 17 | Rubens Barrichello   | 38 | Alexander Wurz                                 |
| Super Aguri F1            | Super Aguri  | SA08   | Honda RA808E    | B   | 18 | Takuma Sato          | 39 | James Rossiter                                 |
| Super Aguri F1            | Super Aguri  | SA08   | Honda RA808E    | B   | 19 | Anthony Davidson     | 39 | James Rossiter                                 |
| Force India               | Force India  | VJM-01 | Ferrari 056     | B   | 20 | Adrian Sutil         | 40 | Vitantonio Liuzzi                              |
| Force India               | Force India  | VJM-01 | Ferrari 056     | B   | 21 | Giancarlo Fisichella | 40 | Vitantonio Liuzzi                              |
| Vodafone McLaren Mercedes | McLaren      | MP4-23 | Mercedes FO108V | B   | 22 | Lewis Hamilton       | 41 | Pedro de la Rosa                               |
| Vodafone McLaren Mercedes | McLaren      | MP4-23 | Mercedes FO108V | B   | 23 | Heikki Kovalainen    | 41 | Pedro de la Rosa                               |

## Lịch đua
Ngày 24 tháng 10 năm 2007, Hội đồng FIA thế giới phê chuẩn lịch đua năm 2008.
| Chặng | Giải        | Đường đua                      | Thành phố      | Ngày        | Giờ   | Giờ   |
| Chặng | Giải        | Đường đua                      | Thành phố      | Ngày        | ĐP    | GMT   |
| ----- | ----------- | ------------------------------ | -------------- | ----------- | ----- | ----- |
| 1     | Úc          | Đường đua Melbourne            | Melbourne      | 16 tháng 3  | 15:30 | 04:30 |
| 2     | Malaysia    | Đường đua Quốc tế Sepang       | Kuala Lumpur   | 23 tháng 3  | 15:00 | 07:00 |
| 3     | Bahrain     | Đường đua Quốc tế Bahrain      | Sakhir, Manama | 6 tháng 4   | 14:30 | 11:30 |
| 4     | Tây Ban Nha | Đường đua Catalunya            | Barcelona      | 27 tháng 4  | 14:00 | 12:00 |
| 5     | Thổ Nhĩ Kỳ  | Istanbul Park                  | Istanbul       | 11 tháng 5  | 15:00 | 12:00 |
| 6     | Monaco      | Đường đua Monaco               | Monte-Carlo    | 25 tháng 5  | 14:00 | 12:00 |
| 7     | Canada      | Đường đua Gilles Villeneuve    | Montréal       | 8 tháng 6   | 13:00 | 17:00 |
| 8     | Pháp        | Đường đua Nevers Magny-Cours   | Magny Cours    | 22 tháng 6  | 14:00 | 12:00 |
| 9     | Anh         | Đường đua Silverstone          | Silverstone    | 6 tháng 7   | 13:00 | 12:00 |
| 10    | Đức         | Đường đua Hockenheim           | Hockenheim     | 20 tháng 7  | 14:00 | 12:00 |
| 11    | Hungary     | Hungaroring                    | Budapest       | 3 tháng 8   | 14:00 | 12:00 |
| 12    | Châu Âu     | Đường đua Đường phố Valencia†  | Valencia       | 24 tháng 8  | 14:00 | 12:00 |
| 13    | Bỉ          | Đường đua Spa-Francorchamps    | Spa            | 7 tháng 9   | 14:00 | 12:00 |
| 14    | Ý           | Autodromo Nazionale Monza      | Monza          | 14 tháng 9  | 14:00 | 12:00 |
| 15    | Singapore   | Đường đua Đường phố Singapore† | Singapore      | 28 tháng 9  | 20:00 | 12:00 |
| 16    | Nhật Bản    | Fuji Speedway                  | Oyama          | 12 tháng 10 | 13:30 | 04:30 |
| 17    | Trung Quốc  | Đường đua Quốc tế Thượng Hải   | Thượng Hải     | 19 tháng 10 | 15:00 | 07:00 |
| 18    | Brasil      | Autódromo José Carlos Pace     | São Paulo      | 2 tháng 11  | 14:00 | 16:00 |

† Đường đua mới

## Kết quả và xếp hạng

### Kết quả chặng
| Chặng | Thời gian | Giải     | Đường đua | Xuất phát đầu  | Vòng nhanh nhất   | Cá nhân vô địch | Đội đua vô địch  |
| ----- | --------- | -------- | --------- | -------------- | ----------------- | --------------- | ---------------- |
| 1     | 16/3      | Úc       | Melbourne | Lewis Hamilton | Heikki Kovalainen | Lewis Hamilton  | McLaren-Mercedes |
| 2     | 23/3      | Malaysia | Sepang    | Felipe Massa   | Nick Heidfeld     | Kimi Räikkönen  | Ferrari          |
| 3     | 06/4      | Bahrain  | Sakhir    | Robert Kubica  | Heiki Kovalainen  | Felipe Massa    | Ferrari          |